# Transactions of the American Mathematical Society
Transactions of the American Mathematical Society - czasopismo naukowe o tematyce matematycznej (miesięcznik) wydawane przez Amerykańskie Towarzystwo Matematyczne od 1900 roku. Artykuły zamieszczane w czasopiśmie muszą być nie krótsze niż 15 stron. Czasopismo znajduje się na tzw. liście filadelfijskiej.